# 金元镇
金元乡，是中华人民共和国四川省遂宁市大英县下辖的一个乡镇级行政单位。

## 行政区划
金元乡下辖以下地区：
金元社区、斑竹山村、宝沟村、洞坡村、洞湾村、端祥村、飞虎寨村、高笋堰村、河包田村、河定海村、江关咀村、金容村、金元村、金竹湾村、龙塘湾村、峦苍柏村、石宝沟村、松林沟村、天泉山村、峡码口村、小林垭村、永镇桥村、园通寺村和转角楼村。